# Frank Murkowski
Francis Hughes Murkowski (nacido el 28 de marzo de 1933) es un político estadounidense miembro del Partido Republicano. Fue senador de los Estados Unidos por Alaska desde 1981 hasta 2002 y Gobernador de Alaska desde 2002 hasta 2006.

## Vida y carrera temprana
Murkowsi nació en Seattle, Washington. Hijo de Frank Michael Murkowski y Helen Hughes. Creció en Kethikan, Alaska e inicialmente estudió en Santa Clara University pero se graduó en la Seattle University. Antes de su elección al senado en 1980, estuvo trabajando en la industria bancaria en Anchorage y Wrangell. En 1970 él fue el candidato Republicano nominado para tomar asiento en la casa grande de los Estados Unidos, pero perdió frente a Nick Begich, 55% - 45%. Contrajo matrimonio con Nancy Gore y tuvieron seis hijos. Una de ellas, Lisa, es senadora por Alaska.

## Senado de los Estados Unidos
Durante su tiempo en el Senado fue el miembro más notable del comité de energía y recursos naturales desde 1995 hasta 2001. 

## Gobernador
Elegido gobernador el 5 de noviembre de 2002, derrotando a su oponente Demócrata Fran Ulmer, 56% - 41%. Tomó su puesto el 2 de diciembre de 2002.A pesar de que Alaska tiene la reputación de ser un estado conservador, Murkowski fue el primer Republicano elegido como gobernador desde Jay Hammond en 1978.

## Historia electoral
- Elecciones primarias de 2006 para gobernador
  - Sarah Palin (R), 51%
  - John Binkley (R), 30%
  - Frank Murkowski (R) (en el cargo), 19%

- Elecciones de 2002 para gobernador
  - Frank Murkowski (R), 56%
  - Fran Ulmer (D), 41%

- Elecciones de 1998 para el Senado de los EE. UU.
  - Frank Murkowski (R) (inc.), 75%
  - Joe Sonneman (D), 20%

- Elecciones de 1992 para el Senado de los EE. UU.
  - Frank Murkowski (R) (inc.), 53%
  - Tony Smith (D), 38%
  - Mary Jordan (Grn.), 8%

- Elecciones de 1986 para el Senado de los EE. UU.
  - Frank Murkowski (R) (inc.), 55%
  - Glenn Olds (D), 45%

- Elecciones de 1980 para el Senado de los EE. UU.
  - Frank Murkowski (R), 54%
  - Clark Gruening (D), 46%

- Elecciones de 1970 para la Cámara de Representantes
  - Nick Begich (D), 55%
  - Frank Murkowski (R), 45%